# Plectembolus similis
Plectembolus similis är en spindelart som beskrevs av Alfred Frank Millidge och Anthony Russell-Smith 1992. Plectembolus similis ingår i släktet Plectembolus och familjen täckvävarspindlar. Inga underarter finns listade i Catalogue of Life.